# Ceremony of Opposites
Ceremony of Opposites è il terzo album in studio del gruppo musicale industrial black metal svizzero Samael, pubblicato nel 1994 dalla Century Media Records.

## Tracce
1. Black Trip – 3:19
2. Celebration of the Fourth – 2:53
3. Son of Earth – 3:58
4. 'Till We Meet Again – 4:11
5. Mask of the Red Death – 3:04
6. Baphomet's Throne – 3:30
7. Flagellation – 3:41
8. Crown – 2:37
9. To Our Martyrs – 2:37
10. Ceremony of Opposites – 4:39

## Formazione
- Vorphalack - voce, chitarre
- Rodolphe H. - tastiere
- Masmiseîm - basso
- Xy - batteria